# Потрошитель (фильм, 2002)
«Потрошитель» (англ. Ted Bundy) — американо-британский фильм ужасов 2002 года режиссёра Мэттью Брайта, повествующий о преступлениях американского серийного убийцы Тэда Банди. Фильм также известен под названием «Тэд Банди, потрошитель».

## Сюжет
Картина рассказывает о становлении, непосредственном жизненном пути и внутреннем мире Теда Банди. Под маской харизматичного, красивого, общительного и интеллигентного молодого человека скрывается циничный серийный убийца.

## В ролях
| Актёр              | Роль               |
| ------------------ | ------------------ |
| Майкл Рейли Бурк   | Тед Банди          |
| Боти Блисс         | Ли                 |
| Джулианна МакКарти | профессор          |
| Дженнифер Тисдейл  | миловидная девушка |
| Майкл Сантос       | человек в окне     |
| Стеффани Брасс     | Джули              |
| Тришиа Диксон      | Барбара Винценнес  |
| Мэтт Хоффман       | Арни               |
| Зара Литтл         | Патрисия Гарбер    |
| Том Савини         | следователь        |